# Mohammad Nadir Shah
Pour les articles homonymes, voir Muhammad Shah.
Mohammad Nadir Shah, né Mohammad Nadir Khan le 9 avril 1883 à Dehra Dun et mort assassiné le 8 novembre 1933 à Kaboul, est roi d'Afghanistan du 17 octobre 1929 à sa mort. Il est connu sous le nom d'Ala-Hazrat Shahid, c'est-à-dire le « roi martyr ».

## Biographie

### Origines familiales
Membre de la dynastie Mohammadzaï, du clan des Barakzaï lui-même issu de la tribu des Durrani, Mohammad Nadir Khan est le fils de sardar Mohammad Yussof Khan Mosaheb de la branche des sardar (gouverneurs-régnants) de Peshawar et de Kohat. Il descend du frère de l'émir Dost Mohammad Khan.

### Jeunesse
En 1880, son père suit l'ancien émir Mohammad Yakub Khan en exil en Inde, où naissent Mohammad Nadir Khan et ses frères. Grâce à l'amnistie accordée par l'émir Habibullah Khan aux exilés politiques leur permettant de rentrer au pays, le jeune Nadir Khan met le pied pour la première fois sur la terre de ses aïeux, accompagné de son père, de son oncle sardar Mohammad Assef Khan Mosaheb, ainsi que de ses frères et cousins.
Très vite, Nadir Khan gravit les échelons militaires. En février 1919, il prête allégeance au nouvel émir Amanullah Khan. Lors de la guerre d'indépendance, ce dernier lui confie le commandement du front du sud. Victorieux avec la prise de Thal sur le territoire indo-britannique, Nadir Khan voit sa popularité s'étendre sur l'ensemble du territoire. Lors d'une inspection dans le Badakhchan, il va être à l'origine d'un journal Islah qui sera plus tard transféré dans le Sud du pays avant d'être l'organe officiel de l'État durant les années 1930-1970. 
En 1924, Mohammad Nadir est nommé ministre plénipotentiaire (ambassadeur) à Paris en France. Très attaché à la tradition, il désapprouve la rapidité de la politique de modernisation du roi Amanullah. Deux ans plus tard, il lui envoie sa démission et se retire sur la Côte d'Azur dans le sud de la France.

### Prise du pouvoir
En janvier 1929, le roi Amanullah est contraint à l'abdication et l'exil face à la rébellion dans l'Est du pays et surtout à la menace d'Habibullah Ghazi, dit Bacha e Saqao (« fils du porteur d'eau »). Celui-ci va s'emparer de la capitale où il va imposer un régime chaotique et fondamentaliste. Amanullah résiste depuis Kandahar, son armée avance jusqu'à Ghazni. Mais au mois de mai, pour éviter un bain de sang inutile, l'ancien roi prend le chemin de l'exil et après un court séjour en Inde s'installe en Italie. De son côté, Mohammad Nadir Khan est rentré de la France et prend la tête de la résistance. Au mois d'octobre, son frère, le général Shah Wali Khan bat l'armée de l'usurpateur Habibullah qui s'enfuit dans les montagnes. Le lendemain, le général Mohammad Nadir Khan entre à Kaboul en héros. Aussitôt, dans l'enceinte d'Arg la citadelle royale, il se proclame roi sous le nom de Mohammad Nadir Shah.

### Règne
Mohammad Nadir Shah dirige un gouvernement prudent et méfiant vis-à-vis à la fois des oulémas et des partisans de l'ancien roi Amanullah Khan, dont il craint le retour. Dans un premier temps, il va débaptiser les édifices d'Amanullah comme les lycées Amaniyeh et Amani, qui deviennent respectivement Esteqlal et Nejat, cependant que le quartier Dar-ul-Aman prend le nom de Dar-ul-fanoum. Les partisans de l'ancien roi sont surveillés et même arrêtés. Des intellectuels comme le célèbre Anis sont jetés en prison, d'autres sont exilés.
Le 8 novembre 1932, Mohammad Nadir Shah fait assassiner Ghulam Nabi Khan Tcharkhi, un des hommes les plus influents dans le pays et partisan farouche d'Amanullah, à qui il avait donné des garanties de sécurité pour le rencontrer. Juste un an plus tard, le 8 novembre 1933, le roi Mohammad Nadir Shah est assassiné à son tour lors d'une remise de prix par Abdul Khaliq, un jeune étudiant voulant venger la mort de Tcharkhi, chez qui il avait grandi.
Le fils survivant de Mohammad Nadir Shah lui succède sur le trône sous le nom de Mohammad Zaher Shah.